# Djungelboken (film, 1942)
Djungelboken är en amerikansk film från 1942 baserad på Rudyard Kiplings novellsamling Djungelboken (1894). Den var nominerad till fyra Oscar vid Oscarsgalan 1943, men vann inga.

## Rollista
| Sabu Dastagir     | – Mowgli     |
| Joseph Calleia    | – Buldeo     |
| John Qualen       | – The Barber |
| Frank Puglia      | – The Pundit |
| Rosemary DeCamp   | – Messua     |
| Patricia O'Rourke | – Mahala     |
| Ralph Byrd        | – Durga      |
| John Mather       | – Rao        |